# Campo Pequeno (stacja metra)
Campo Pequeno – stacja metra w Lizbonie, na linii Amarela. Jest to jedna z jedenastu stacji należących do sieci pierwotnej metra w Lizbonie, zainaugurowanej 29 grudnia 1959.
Ta stacja znajduje się przy Av. da República, w pobliżu skrzyżowania z Av. de Berna, obsługujących obszar Avenidas Novas oraz umożliwiając dostęp do Campo Pequeno.